# Tanis (Manche)
Tanis is een gemeente in het Franse departement Manche (regio Normandië) en telt 260 inwoners (1999). De plaats maakt deel uit van het arrondissement Avranches.

## Geografie
De oppervlakte van Tanis bedraagt 7,4 km², de bevolkingsdichtheid is 35,1 inwoners per km².
De onderstaande kaart toont de ligging van Tanis (Manche) met de belangrijkste infrastructuur en aangrenzende gemeenten.

## Demografie
Onderstaande figuur toont het verloop van het inwonertal (bron: INSEE-tellingen).

1. ↑  Populations de référence 2022.